# Jean-Baptiste Martial Materre
Jean-Baptiste Martial Materre, né le 16 novembre 1772 à Limoges (Haute-Vienne), mort le 2 février 1843 à Eyburie (Corrèze), est un général français de la Révolution et de l’Empire.

## États de service
Il entre en service le 30 octobre 1793, au 5e bataillon de volontaires de la Corrèze, et il devient sergent-major le 25 décembre suivant. En 1795, il passe sous-lieutenant à l’armée d’Italie, et il est blessé d’un coup de feu sur les bords de la Brenta. En mai 1798, il fait partie de l’expédition en Égypte, et le 23 juillet, il prend les fonctions d’adjudant-major de la place du Caire. Il est blessé, d’un coup de feu à la tête, au siège de Saint-Jean-d’Acre. Il est promu au grade de lieutenant par le général Bonaparte le 16 mai 1799, et capitaine le 30 juillet suivant, par le général Kléber. Le 10 octobre 1799, il devient aide de camp du général Fugière.
Le 1er juillet 1802, il est désigné comme capitaine rapporteur dans le 1er conseil de guerre, et il est fait chevalier de la Légion d’honneur le 5 novembre 1804. De 1805 à 1807, il participe aux campagnes d’Autriche, de Prusse et de Pologne. Il est blessé le 2 décembre 1805, à la bataille d’Austerlitz, et il est élevé au grade d’officier de la Légion d’honneur le 7 octobre 1807.
Le 4 mai 1809, lors d’une revue de l’Empereur, il est nommé chef de bataillon, avant de rejoindre son ancien régiment le 18e régiment d’infanterie de ligne. Le 11 juillet 1809, il est à la bataille de Znaïm, lorsqu’il se trouve entouré et sommé de se rendre par des grenadiers hongrois. Refusant d’obéir, il se fraye un chemin à la baïonnette à travers les lignes ennemies, et ayant reçu des renforts, il fonce sur l’arrière-garde autrichienne, et leur fait 400 prisonniers. Le 3 juillet 1810, il est désigné par le maréchal Oudinot, commandant de la ville d’Amsterdam, et le 15 octobre 1811, il prend le commandement de la place d’Amersfoort.
Le 11 avril 1812, il est élevé au grade de major en second au 4e régiment d’infanterie de ligne, et il prend part à la campagne de Russie. Il est blessé d’un coup de feu qui lui traverse l’épaule gauche le 19 août 1812, à la bataille de Valoutino, au moment où, avec deux bataillons, il se dirige sur une batterie, dont il n’est plus qu’à vingt pas. Le 6 septembre 1812, il est nommé colonel du 4e régiment d’infanterie de ligne, mais le croyant mort, le maréchal Berthier le fait remplacer par le colonel Montesquiou-Fezensac. Le 15 octobre rétablie de sa blessure, il rejoint son régiment à Moscou, et lors d’une grande revue au Kremlin, l’Empereur, apprenant la mésaventure qu’il a subi avec le commandement de son régiment, le fait affecter comme colonel à la suite au 3e corps du maréchal Ney. Formant l’arrière garde de l’armée, lors de la retraite de Russie, il se trouve à la bataille de la Bérézina du 26 au 29 novembre 1812. Le 7 décembre, il a les pieds gelés et rapidement la gangrène se propage dans ses blessures, et il doit subir une amputation de la jambe gauche le 29 décembre suivant.  
Le 29 janvier 1813, il est envoyé, au dépôt de la Grande Armée à la Forteresse de Mayence, avant d’obtenir un congé de convalescence pour la France. Le 25 février 1813, il est nommé officiellement chef de corps du 4e régiment d’infanterie et il est chargé par l’Empereur d’organiser deux bataillons à Nancy et de choisir ses officiers. Le 16 octobre à la bataille de Wachau, il a deux chevaux tués sous lui, et le 19 il est blessé d’un coup de boulet à la cuisse gauche. Le 20, il reçoit l’ordre du duc de Bellune de prendre le commandement de la brigade après la mort de son général.
Le 1er février 1814, il est blessé à la bataille de La Rothière d’un coup de feu qui le laisse sans connaissance sur le champ de bataille. Il est retrouvé le lendemain par quelques soldats qui le transportent à Brienne pour le faire soigner. Le 15 il est de retour sur le terrain, et le 18 il est à la bataille de Montereau où il est blessé d’un nouveau coup de feu qui lui traverse les deux cuisses. Il est promu général de brigade le 25 février 1814, commandant la brigade d’infanterie de la 3e division du 2e corps, il finit la campagne de France à l’arrière-garde de son corps d’armée. Il est mis en disponibilité le 1er septembre 1814. 
Lors de la première restauration, une ordonnance royale du 8 octobre, le créé chevalier avec autorisation de transmettre ce titre à ses descendants. Il est fait chevalier de Saint-Louis le 7 mars 1815. Le 8 avril 1815, il prend le commandement du département de la Manche, et après la bataille de Waterloo, il est mis en non activité le 1er août 1815. 
Le 20 août 1826, il est nommé par le préfet, membre du conseil consultatif des bâtiments civils, et il est élu président du conseil général de la Corrèze. Il occupe ces postes jusqu’à sa démission pour raison de santé en 1836.
Il meurt le 2 février 1843, à Eyburie. Sa tombe se trouve au milieu du cimetière de Saint-Martin-Sepert (Corrèze), commune où il résidait au hameau de Montagnac. Elle a été restaurée en 2006 par le Souvenir napoléonien.

## Sources
- (en) « Generals Who Served in the French Army during the Period 1789 - 1814: Eberle to Exelmans »
- Thierry Pouliquen, « Les généraux français et étrangers ayant servis [sic] dans la Grande Armée » (consulté le 28 mai 2014)
- Jean Baptiste Martial Materre  sur roglo.eu
- « Cote LH/1786/64 », base Léonore, ministère français de la Culture
- Saint-Maurice Cabany, Le nécrologue universel du XIXe siècle, revue générale, Tome 2, Paris, imprimerie P. Baudoin, 1846, p. 348.
- (pl) « Napoléon.org.pl »
- Georges Bertin, Le Général Materre... d'après ses souvenirs militaires inédits, Imprimerie de Crauffon, 1906 - 105 pages
- Eduard Maria Oettinger, Bibliographie biographique universelle: dictionnaire des ouvrages relatifs à l'histoire de la vie publique et privée des personnages célèbres de tous les temps et de toutes les nations [...], Volume 1, 1854
- Georges Six, Dictionnaire biographique des généraux & amiraux français de la Révolution et de l'Empire (1792-1814), Paris : Librairie G. Saffroy, 1934, 2 vol., p. 168